# Lijst van wielrenners - V
Dit is een lijst van wielrenners met als beginletter van hun achternaam een V.

## Va
- Laura de Vaan
- Michel Vaarten
- Romāns Vainšteins
- Tomas Vaitkus
- Ján Valach
- Marinus Valentijn
- Tristan Valentin
- Giovanni Valetti
- Tadej Valjavec
- Ermanno Vallazza
- Ángel Vallejo
- Bernard Vallet
- Magdeleine Vallieres
- Rafael Valls
- Paolo Valoti
- Silvia Valsecchi
- Elisa Valtulini
- Alejandro Valverde (El Imbatido)
- Michel Van Aerde
- Wout van Aert
- Eva van Agt
- Kevin Vermaerke
- Aimé Van Avermaet
- Greg Van Avermaet
- Gustave Van Belle
- Geert Van Bondt
- Benny Van Brabant
- Gert van Brabant
- Guido Van Calster
- Emiel Van Cauter
- Noël Van Clooster
- Georges Van Coningsloo
- Joseph Van Daele
- Leon Van Daele
- Joseph Van Dam
- Sarah Van Dam
- Brian Vandborg
- Camille Van De Casteele
- Bernard Van De Kerckhove
- Jim Van De Laer
- Frank Van Den Abeele
- Stijn Vandenbergh
- Willy Vanden Berghen
- Alain Van Den Bossche
- Martin Van Den Bossche
- Jean-Philippe Vandenbrande
- Nicole Van den Broeck
- Jurgen Van den Broeck
- Frank Vandenbroucke
- Jean-Luc Vandenbroucke
- Saartje Vandenbroucke
- Saartje Vandendriessche
- Willy Van den Eynde
- Ferdi Van Den Haute
- Odiel Van Den Meersschaut
- Maurizio Vandelli
- Emiel Vandepitte
- Gert Vanderaerden
- Eric Vanderaerden
- Joyce Vanderbeken
- Etienne Van der Helst
- Georges Vandermeirsch
- Ludo Van Der Linden
- Arthur Vanderstuyft
- Emiel Van der Veken
- Kim Van de Steene
- Julie Van de Velde
- Christian Vande Velde
- John Vande Velde
- Geert Van de Walle
- Jurgen Van De Walle
- Kristof Vandewalle
- Kurt Van De Wouwer
- Alfio Vandi
- Edward Van Dijck
- Hendrik Van Dijck
- Robert Van Eenaeme
- Jelle Vanendert
- Willem van Eynde
- Tejay van Garderen
- Richard Van Genechten
- Martin Van Geneugden
- Jurgen Van Goolen
- Michel Vanhaecke
- Eddy Vanhaerens
- Cyrille Van Hauwaert
- Preben Van Hecke
- Alan Van Heerden
- Bart Vanheule
- Jules Vanhevel
- Harm Vanhoucke
- Russell Van Hout
- Ronny Van Holen
- Edwig Van Hooydonck
- Gino Van Hooydonck
- Wim Van Huffel
- Paul Van Hyfte
- Kevin Van Impe
- Lucien Van Impe (de Kleine van Mere)
- Benjamin Van Itterbeeck
- Firmin Van Kerrebroeck
- Eric Van Lancker
- Robert Van Lancker
- James Vanlandschoot
- Henri Van Lerberghe
- Rik Van Linden
- Cedric Van Lommel
- Frans Van Looy
- Rik Van Looy
- Ellen Van Loy
- Sep Vanmarcke
- Wouter Van Mechelen
- Jarno Van Mingeroet
- Willy Van Neste
- Willy Vannitsen
- Tom Vannoppen
- Alessandro Vanotti
- Cyriel Van Overberghe
- Didier Vanoverschelde
- Franky Van Oyen
- Peter Van Petegem (de zwarte van Brakel)
- Eugène Van Roosbroeck
- Gustaaf Van Roosbroeck
- Daniel Van Ryckeghem
- Bernard Van Rysselberghe
- Peter Van Santvliet
- Victor Van Schil
- Wim Vansevenant
- Gustaaf Van Slembrouck
- Rik Van Slycke
- Wesley Van Speybroeck
- Pieter Vanspeybrouck
- Herman Vanspringel
- Johan Vansummeren
- Valère Van Sweevelt
- Petrus Van Teemsche
- Sven Vanthourenhout
- Maxime Vantomme
- Guillaume Van Tongerloo
- Noël Vantyghem
- Bernard Van Ulden
- Albert Van Vlierberghe
- Remi Van Vreckom
- Joseph Van Wetter
- Flavio Vanzella
- Angelo Varetto
- Kata Vas
- Krasimir Vasiliev
- Alain Vasseur
- Cédric Vasseur
- Sylvain Vasseur
- Jukka Vastaranta
- Andrea Vatteroni
- Jonathan Vaughters
- Benoît Vaugrenard
- Manuel Vázquez Hueso

## Ve
- Tom Veelers
- Esther van Veen
- Wiebren Veenstra
- Jens Veggerby
- Sandra van Veghel
- Jussi Veikkanen
- Anisha Vekemans
- Willy Vekemans
- Iván Velasco
- Alain van der Velde
- Johan van der Velde
- Julie Van de Velde
- Ricardo van der Velde
- Theo van der Velde
- Gerard Veldscholten
- Eusebio Vélez
- Martin Velits
- Peter Velits
- Marco Velo
- Bryony van Velzen
- Jan van Velzen
- Remco van der Ven
- Thorwald Veneberg
- Martin Venix
- Jeremy Vennell
- Jaco Venter
- Francisco Ventoso
- Romeo Venturelli
- Clément Venturini
- Jacopo Venzo
- Frans Verbeeck
- Grace Verbeke
- Peter Verbeken
- Karel Verbist
- Rik Verbrugghe
- David Verdonck
- Laura Verdonschot
- Gorka Verdugo
- Auguste Verdyck
- Daniel Verelst
- Pé Verhaegen
- Jef Verhelst
- Geert Verheyen
- Nico Verhoeven
- Gladys Verhulst
- Géry Verlinden
- André Verlinden
- René Vermandel
- Stive Vermaut
- Florian Vermeersch
- Coen Vermeltfoort
- Benjamin Vermeulen
- Marco Vermey
- Michel Vermote
- Daniel Verplancke
- Louis Verreydt
- Omer Verschoore
- Pol Verschuere
- Denis Verschueren
- Marcel Verschueren
- Theo Verschueren
- Patrick Versluys
- François Verstraeten
- Triphon Verstraeten
- Johan Verstrepen
- Alessandro Verre
- Bjørnar Vestøl
- Giorgia Vettorello
- Félicien Vervaecke
- Julien Vervaecke
- Louis Vervaeke
- Erwin Vervecken
- Frederik Veuchelen

## Vi
- Pierfranco Vianelli
- Gerard Vianen
- Arthur Vichot
- Mario Vicini
- Ángel Vicioso
- Lucien Victor
- Aart Vierhouten
- René Vietto
- Davide Viganò
- Margauz Vigie
- Alessia Vigilia
- Tea Vikstedt-Nyman
- Francisco Vila
- Marco Villa
- Romain Villa
- Aarón Villegas
- Pierre-Raymond Villemiane
- Linda Villumsen
- Marie Vilmann
- Jonas Vingegaard
- Hub Vinken
- Aleksandr Vinokoerov (Vino, Vinok)
- Troels Vinther
- Richard Virenque
- Giovanni Visconti
- Roberto Visentini
- Adrie Visser
- Edward Vissers
- Job Vissers
- Matilde Vitillo
- David Vitoria
- Elia Viviani

## Vl
- Lucien Vlaemynck
- Wil de Vlam
- André Vlayen
- Annemiek van Vleuten
- Jos van der Vleuten
- Leo van Vliet
- Teun van Vliet
- Martinus Pieter Vlietman
- Marc Vlijm

## Vo
- Thomas Voeckler (Titi)
- Henk Vogels
- Nicolas Vogondy
- Jens Voigt
- Yannis Voisard
- Demi Vollering
- Alberto Volpi
- Primo Volpi
- Armin von Büren
- Franco Vona
- Adri Voorting
- Gerrit Voorting
- Edoeard Vorganov
- Monique van der Vorst
- Janneke Vos
- Marianne Vos (De Kannibaal)
- Wim de Vos
- Bart Voskamp
- Paul Voss

## Vr
- Frans de Vreng
- Marijn de Vries
- Pieter Vries
- Gerrit de Vries
- Herman Vrijders

## Vy
- Camiel Vyncke
- Matej Vyšňa
- Yevheniya Vysotska

A · B · C · D · E · F · G · H · I · J · K · L · M · N · O · P · Q · R · S · T · U · V · W · X · Y · Z